# 5359 Markzakharov
5359 Markzakharov eller 1974 QX1 är en asteroid i huvudbältet som upptäcktes den 24 augusti 1974 av den ryska astronomen Ljudmila Tjernych vid Krims astrofysiska observatorium på Krim. Den är uppkallad efter Mark Anatolievich Zakharov.
Asteroiden har en diameter på ungefär 4 kilometer.